# Oharewicze
Oharewicze (biał. Агарэвічы, ros. Огаревичи, hist. również Ogirewicze, Aharewiczy) – agromiasteczko na Białorusi, w rejonie hancewickim obwodu brzeskiego około 7 km na wschód od Hancewicz. Siedziba sielsowietu.
Znajduje się tu parafialna cerkiew prawosławna pw. św. Włodzimierza.

## Historia
Na podstawie prac archeologicznych przeprowadzonych m.in. na terenie tej wsi wiadomo, że okolica ta była zamieszkana już około 4–5 tysięcy lat przed naszą erą.
Pierwsza znana dziś wzmianka o Oharewiczach pochodzi z 1473 roku. Od końca XVII wieku dobra te były własnością rodziny Świeżyńskich herbu Poraj. W pierwszej połowie XVIII wieku należały do Michała Świeżyńskiego. Od 1869 roku należały do Karla Matwiejewicza, w 1876 roku miały powierzchnię 17957 dziesięcin. Na początku XX wieku przeszły na własność rodziny Opackich herbu Prus i pozostały w jej rękach do 1939 roku. Ostatnimi właścicielkami były Maria Opacka i Irena Świeżyńska.
Po II rozbiorze Polski w 1793 roku Oharewicze wcześniej należące do województwa nowogródzkiego Rzeczypospolitej, znalazły się na terenie powiatu słuckiego (ujezdu) kolejno guberni: słonimskiej, litewskiej, grodzieńskiej i mińskiej Imperium Rosyjskiego. Po ustabilizowaniu się granicy polsko-radzieckiej w 1921 roku Oharewicze wróciły do Polski, znalazły się w gminie Kruhowicze w powiecie łuninieckim województwa poleskiego, od 1945 roku – w ZSRR, od 1991 roku – na terenie Republiki Białorusi.
W 2009 roku w Oharewiczach mieszkały 1133 osoby.

## Dwór

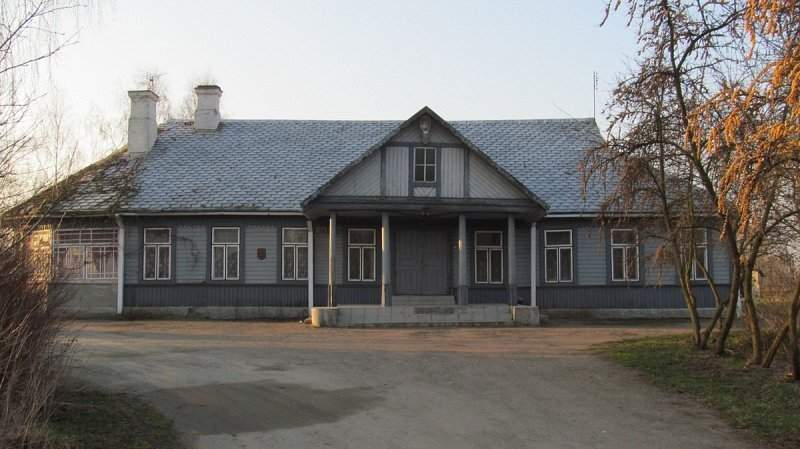
Dwór Świeżyńskich w 2014 roku

Pierwszy znany dwór został wzniesiony przez Świeżyńskich na początku XIX wieku. Stał w starszym od niego parku. Był to parterowy na podmurówce, drewniany, dziewięcioosiowy dom z frontowym gankiem o czterech cienkich kolumnach podtrzymujących trójkątny szczyt. Od tyłu miał na skrajnych osiach skrzydła, z wejściami przez małe dwukolumnowe ganki. Dom był przykryty gładkim, czterospadowym dachem gontowym. W 1911 roku dom został przebudowany przez Opackich. Miał wtedy 11 pokoi. Do domu dobudowano przedłużenie prawego skrzydła, skręcające ku ogrodowi. Zbudowano też dwie oficyny, zmodernizowano park. W 1939 roku folwark liczył 12 budynków. 
Dom przetrwał wojny, jednak po kolejnej przebudowie, w latach 90. XX wieku zatracił cechy dworu, zmieniono również cechy resztek parku. Na pozostałym terenie powstały nowe zabudowania.
Majątek w Oharewiczach jest opisany w:
- 1. tomie Pamiętników z życia Ewy Felińskiej (strony 220–221)
- 2. tomie Dziejów rezydencji na dawnych kresach Rzeczypospolitej Romana Aftanazego[4].